# Castellanos de Moriscos
Castellanos de Moriscos is een gemeente in de Spaanse provincie Salamanca in de regio Castilië en León met een oppervlakte van 13,84 km². Castellanos de Moriscos telt 2.419 inwoners (1 januari 2016).